# Amou (kaas)
l'Amou is een Franse kaas uit Gascogne.
De kaas is een boerenkaas, gemaakt van schapenmelk. Het is een lokale kaas die vrijwel uitsluitend in de Gascogne te koop is.
Na het stremmen van de melk wordt de kaas geperst om het overtollige vocht er uit te krijgen. De rijpingstijd van de kaas is tussen de twee en de zes maanden. De kaas heeft een gewassen en geoliede korst en lijkt het meest op de andere schapenkazen uit de Pyreneeën.
Wijnadvies: Fitou